# Balowerti
Balowerti is een bestuurslaag in het regentschap Kediri van de provincie Oost-Java, Indonesië. Balowerti telt 6370 inwoners (volkstelling 2010).